# Diego San Cristóbal
Diego San Cristóbal Ramos (Talca, 1846-Santiago, 30 de diciembre de 1900) fue un médico cirujano chileno. Rector de la Universidad de Chile entre 1897 a 1900.
Nació en Talca en 1846. Estudio en el Liceo de dicha ciudad. Realizó su curso medicina en la Universidad de Chile, obteniendo el título de médico cirujano en 1871.
Destacado como médico, fue enviado como cirujano mayor del ejército en la Guerra del Pacífico. De regreso de la guerra, fue a Europa por tres años para perfeccionar sus estudios.
Con gran reputación de médico cirujano, fue designado en 1889 profesor titular de Medicina Operatoria y Farmacia en la Universidad de Chile.
En agosto de 1897 fue designado como rector de la Universidad de Chile, cargo que aceptó a petición expresa de Diego Barros Arana. Se desempeñó en el cargo hasta su muerte el 30 de diciembre de 1900.